# Petilium tibiale
Petilium tibiale är en stekelart som beskrevs av Henry Keith Townes, Jr. 1970. Petilium tibiale ingår i släktet Petilium och familjen brokparasitsteklar. Inga underarter finns listade i Catalogue of Life.